# 赫利博喬克河 (切雷莫什河支流)
赫利博喬克河（烏克蘭語：Глибочок），是烏克蘭西南部的河流，流經車尼夫契州維日尼察區，屬於切雷莫什河的右支流，河道全長16公里，流域面積81.2平方公里。